# Île Ronde (rade de Brest)
 (juin 2025).
Si vous disposez d'ouvrages ou d'articles de référence ou si vous connaissez des sites web de qualité traitant du thème abordé ici, merci de compléter l'article en donnant les références utiles à sa vérifiabilité et en les liant à la section « Notes et références ».
Pour les articles homonymes, voir Île Ronde.
L’île Ronde est un îlot situé à 400 mètres au sud-ouest de la pointe de l'Armorique, dans la rade de Brest, sur le territoire de la commune de Plougastel-Daoulas. Son point culminant s'élève à 24 m (NGF-IGN69).

## Description de l'Île Ronde en 1895
« L'Île Ronde (...) n'a rien de bien curieux, c'est une roche très haute disposée en strates très inclinées montrant des assises noires et blanches, sorte de marbre grossier dont on fit de la chaux avant que chemins de fer et bateaux à vapeur ne fussent créés. Au-dessus est une pelouse où les habitants du voisinage viennent couper de l'herbe, et une ligne de retranchements abandonnés, sorte de redan faisant face au fort de l'Armorique. »

## Les «Ducs d’Albe»
Face à l’île Ronde, sur la pointe de l’Armorique, se trouve le fort de la pointe de l’Armorique. En mer, à 600 m à l’est de l’Île Ronde, se trouvent deux ducs-d’Albe construits par l’Occupant lors de la seconde Guerre mondiale. Ils avaient vocation à accueillir le cuirassé Bismarck de la Kriegsmarine. Les deux ducs-d’Albe ont pour cela été installés à un endroit où la profondeur est de 16 mètres. Mais, coulé avant d'avoir pu atteindre la rade de Brest, le cuirassé n’a pas utilisé ces cubes de béton. 
Il semble que ces caissons n’aient pas eu une utilisation intensive. La proximité du chenal séparant l’île Ronde de la pointe de l’Armorique est source de courants de marée non négligeables, rendant difficiles les manœuvres d’accostage à cet endroit.
Aujourd’hui désaffectés, ces cubes de béton sont devenus un havre pour la faune et la flore. Y nichent par exemple des sternes pierregarins depuis qu’ils ont été rendus inaccessibles (échelles déposées). Le cube le plus au nord est endommagé.

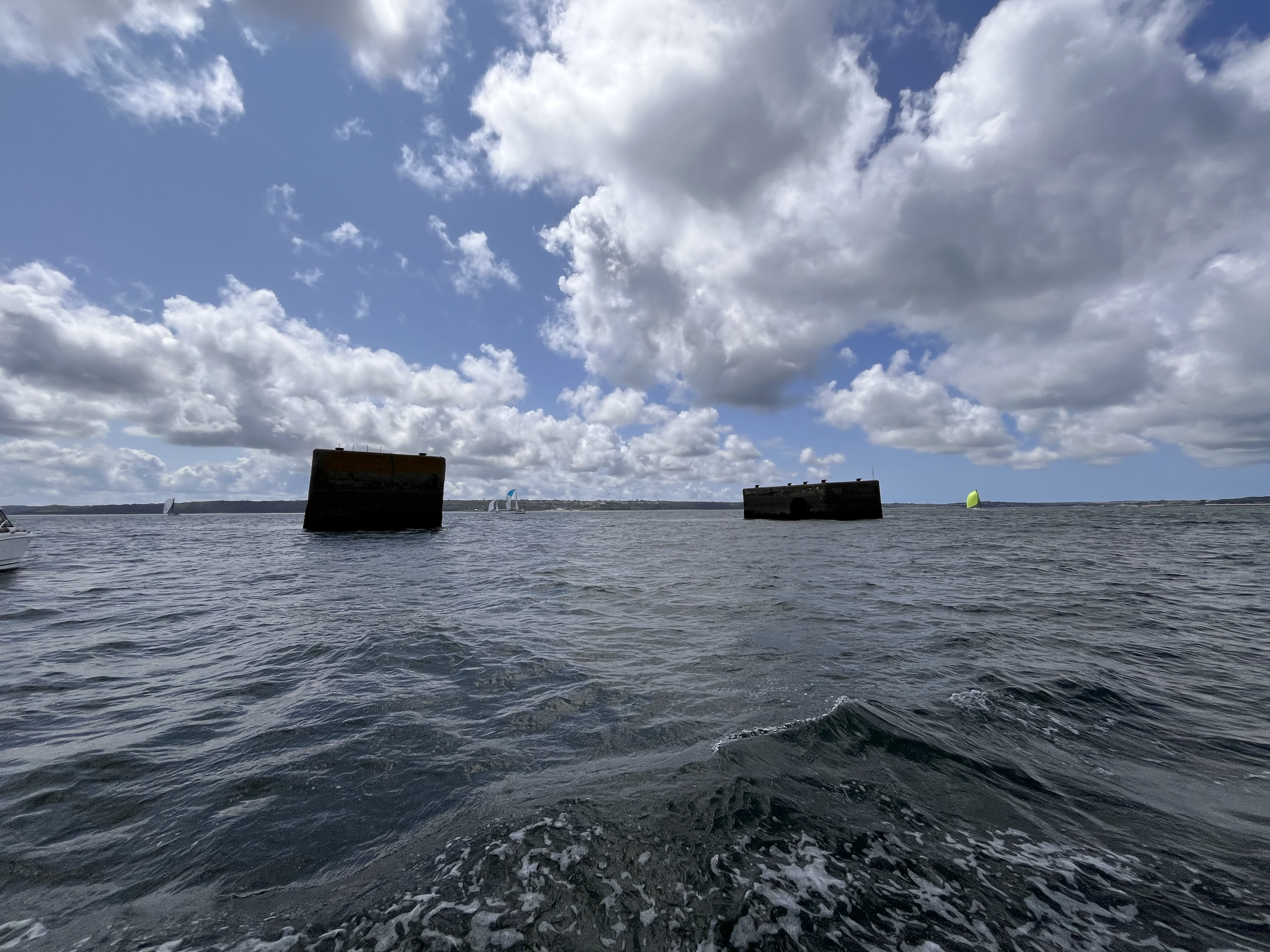
Prise de vue rapprochée des ducs d'Albe

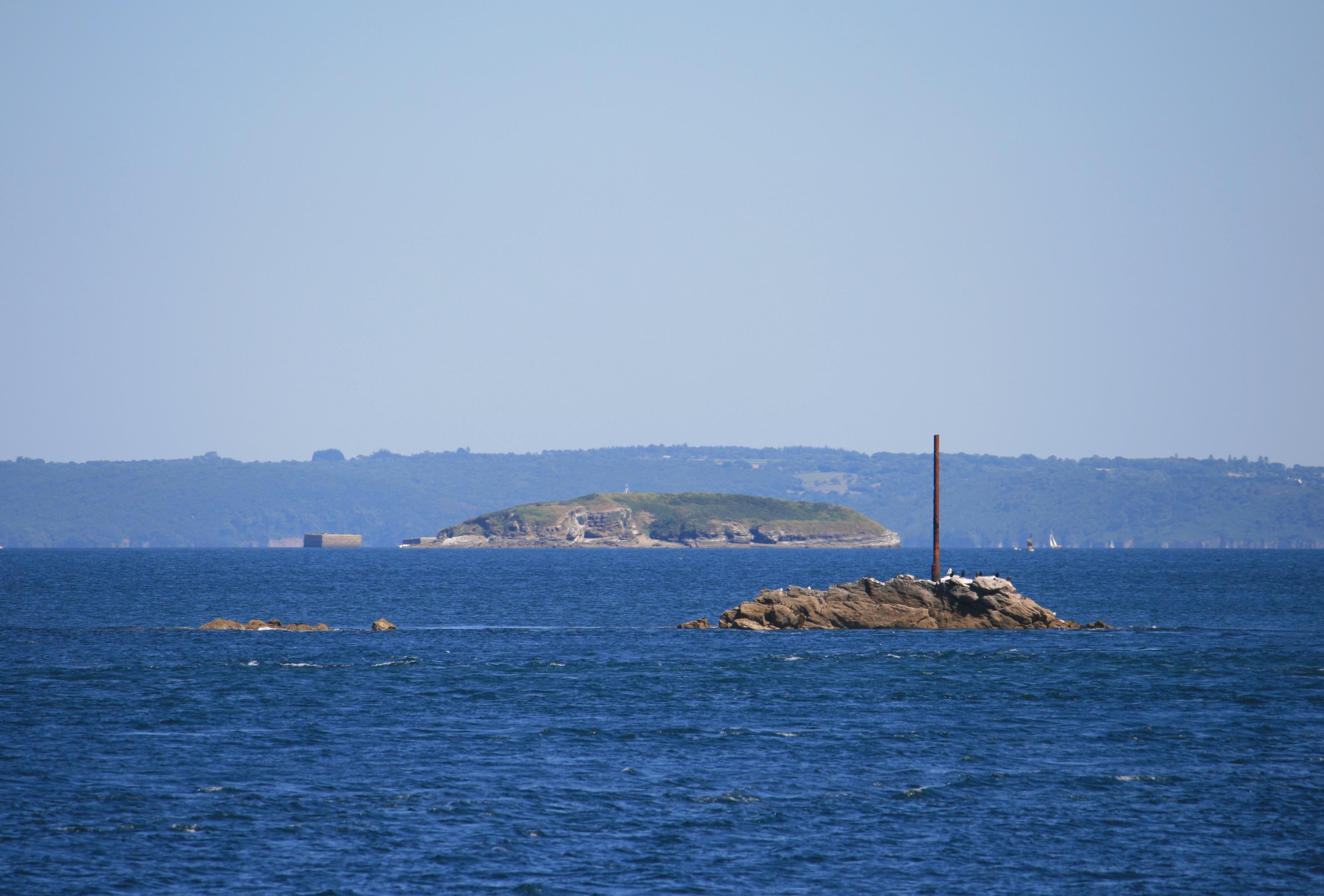
Prise de vue depuis la Pointe des Espagnols de la La Cormorandière (au premier plan), et de l'île Ronde (au second plan). Les Ducs d'Albe sont visibles à gauche de l'île Ronde.